# التهاب السرة
التهاب السرة (بالإنجليزية: Omphalitis)‏ هو مصطلح طبي يشير إلى إصابة الجزء المتبقي من الحبل السري لدى حديثي الولادة. في الوقت الحاضر أصبح من غير المألوف إصابة الأطفال حديثي الولادة في الولايات المتحدة به، تسبب التهاب السرة تاريخياً وفي المناطق حيث الرعاية الصحية صعبة بنسبة مرض وموت معتبرة.

## المظاهر السريرية
التهاب السرة كعدد من الالتهابات البكتيرية هو أكثر شيوعاً عند المرضى الذين يعانون من ضعف نظام المناعة أو الذين هم في المستشفى. بالتالي فإن الأطفال الذين يولدون قبل الأوان، المصابين بأمراض أخرى مثل أمراض الدم أو الالتهاب الرئوي أو الذين لديهم ضعف في الجهاز المناعي هم أكثر عرضة للإصابة بالالتهاب. الأطفال الذين لديهم جهاز مناعي سليم يكونوا في خطر في حال كانت فترة الولادة طويلة أوكانت هناك مشاكل في الولادة ناتجة عن عدوى في المشيمة